# 朝鮮民主主義人民共和国の世界遺産
朝鮮民主主義人民共和国の世界遺産（ちょうせんみんしゅしゅぎじんみんきょうわこくのせかいいさん）はユネスコの世界遺産に登録されている朝鮮民主主義人民共和国国内の文化・自然遺産の一覧。Category:朝鮮民主主義人民共和国の世界遺産に索引がある。なお現在（2025年7月）、3件の世界遺産が登録されている。世界遺産登録の前段階となる暫定リストは、4件ある。

## 文化遺産
- 高句麗古墳群(2004年)
- 開城の歴史的建造物群と遺跡群(2013年)

## 自然遺産
登録なし。

## 複合遺産
- 金剛山(2025年)

## 国境を越える世界遺産
なし

## 危機遺産
なし

## 地域別

### 平壌直轄市
- 高句麗古墳群

### 平安南道
- 高句麗古墳群

### 黄海南道
- 高句麗古墳群

### 黄海北道
- 開城の歴史的建造物群と遺跡群

### 江原道
- 金剛山

### 南浦特別市
- 高句麗古墳群